# Strzelanina w meczecie w Dżarafa
Strzelanina w meczecie w Dżarafa – zamach, do którego doszło 8 grudnia 2000 w miejscowości Dżarafa nieopodal Omdurmanu w Sudanie, w wyniku którego islamski ekstremista Abbas al-Baqir Abbas karabinkiem AK zastrzelił 22 i ranił 31 osób uczestniczących w modlitwach w meczecie.

## Przebieg
Atak wydarzył się wieczorem, ok. godz. 21:00, gdy uzbrojony w karabinek AK 33-letni Abbas al-Baqir Abbas zaczął strzelać przez okno do wnętrza meczetu w Dżarafa, zabijając 20 osób na miejscu. Następnie wszedł do środka i kontynuował atak, dobijając pozostałe osoby i raniąc inne. Wśród rannych osób był policjant strzegący meczetu. Napastnik został następnie zastrzelony przez przybyłych na miejsce policjantów; w zdarzeniu zginęły łącznie 23 osoby, wliczając zamachowca, a 31 odniosło rany.

## Sprawca
Sprawcą strzelaniny był 33-letni islamski ekstremista Abbas al-Baqir Abbas, sympatyk radykalnej grupy Takfir wal-Hijra. Nie był jednak jej członkiem, ani nie działał z nią w porozumieniu. Grupa ta w przeszłości dokonywała już kilku podobnych ataków terrorystycznych na meczety w Sudanie, Libii i Egipcie. Meczet w Dżarafa również już wcześniej padał ofiarą ataków terrorystycznych – w jednym z nich w 1996 zginęło 12 osób.
Napastnik pochodził z miejscowości Al-Dasis i już wcześniej był znany miejscowym mieszkańcom z niezrównoważonego zachowania i religijnego fanatyzmu. Dołączył do grupy Ansar al-Sunna (do której należał zaatakowany później przez niego meczet), ale w którymś momencie pokłócił się z jej członkami i odszedł od organizacji, sympatyzując potem z konkurencyjną Takfir wal-Hijra.